# 愛情經紀約
《愛情經紀約》（英語：Engagement For Love）是2006年三立華人電視劇週日十點檔系列的第十三部作品。全劇共15集。由三立電視和台视合作推出。接檔《微笑Pasta》。

## 劇情
劇中講述一家經紀公司的老闆刑天（杜德偉飾）被外界視為吸血魔王，而初出茅蘆一心要當導演的小女孩宣夢跳（南拳媽媽的Lara梁心頤飾）更因為好友朱可欣（卓文萱飾）的關係仇視刑天，但她卻亂打亂撞，闖進了刑天的世界，更把刑天當成「刑天的司機」，進而更戀上了他。另外，宣夢跳的弟弟在網上以她的名義玩「網絡同居」，以拍電影作理由，騙了香港油麻地廟街流氓張家寶（許紹洋飾）十萬港幣，最終更被高利貸上台討債，他結果來台找宣夢跳算帳，除了意外地戀上宣夢跳之外，更因為外形酷似刑天旗下卻失蹤的藝人Young（許紹洋分飾），刑天看中了他要躲債，更要他假扮Young，從而展開一段愛與約定的故事。劇情最終發展為，張家寶所扮的Young，最終被飾破，卻在刑天的巧妙佈局下，張家寶卻成為新一代的巨星，最後張家寶與宣夢跳在一起後浪跡天涯，而真正的Young回歸經紀公司，卻被要求假扮為張家寶。

## 角色介紹

### 宣家
| 角色   | 演員   | 關係/暱稱/簡介 |
| 宣大綱 | 卜學亮 | 宣爸 55歲，宣夢跳、宣夢魚之父，一身小人物性格，自卑又自大，好大喜功，樂觀但無毅力，做事三分鐘熱度，能言善道，但時常吹噓彭風。唯一優點是對生命絕對樂觀，屢敗屢戰，堅持夢想，勇往直前。口頭禪是：「隨時都有可能出現奇蹟」                                      |
| 宣 媽  | 呂曼茵 | 宣媽 50歲，宣夢跳、宣夢魚之母，宣家家庭家長。 跳跳的媽媽，個性熱情爽朗，雞婆又衝動，嗓門特大，常常在門口就可聽到宣媽罵人的嗓音。雙手萬能，擁有一手媲美傅培梅的好廚藝，凡事斤斤計算                                                                           |
| 宣夢跳 | 梁心頤 | 跳跳 宣大綱之女、宣夢魚之姐 女，20歲，目前就讀大學生影劇系四年級。 熱情，幹勁，充滿目標與理想，清楚的知道自己就是要當導演。只是對於導演夢以外的事，因為不太在乎，因此顯得神經大條，甚至有些狀況外。 口頭禪「在16:9的世界裡，每一秒都有千萬種可能，包括奇蹟」 |
| 宣夢魚 | 安東尼 | 16歲，宣大綱之子、宣夢跳之弟，青春期的男孩，生性樂天，叛逆，衝動，愛吹牛誇大卻又創意十足 |

### 張家
| 角色   | 演員   | 關係/暱稱/簡介 |
| 張家寶 | 許紹洋 | 小混混/假Young/家寶 25歲，喜歡跳跳。看似漫不經心，毫不在乎，一痞天下無難事，實則為人四海，不畏強權，重情重義，『有苦自己吞，有難自己扛』，永遠開朗而陽光的笑容裡，正是他體貼易感又善良的心。 |
| 鳳 姨  | 王琄   | 張家寶養母 |
| 張 爸  |        | 張家寶親生父親 |
| 張 媽  |        | 張家寶親生母親 |

### 朱家
| 角色   | 演員   | 關係/暱稱/簡介 |
| 朱正峰 | 陶傳正 | 朱老爺 朱可欣之父 |
| 朱可欣 | 卓文萱 | 可欣小姐 20歲，跳跳的同學。也是刑天的大恩人——朱正峰唯一的獨生女。 可欣出生的時候，父親朱正峰已由有志難伸的檢察官，成功轉型為人人敬重的企業家。所以可欣從小錦衣玉食，被父母捧在手心上，也養成了任性又倔強的脾氣。 童年由傅佩慈饰演 |
| 刑 天  | 杜德偉 | 吸血魔王/奇蹟大叔 38歲，朱正峰的養子，隻手打造業界無可匹敵的「銓經紀」娛樂王國，是圈內動見觀瞻，舉足輕重的幕後推手。 |
| Elson  | 狄志杰 | 朱正峰第二老婆的兒子 |
| Lyia   | 林美貞 | 朱正峰的第二個老婆 |

### 銓經紀
| 角色     | 演員   | 關係/暱稱/簡介 |
| 太 司    | 金沛晟 | 30歲，經紀人。冷、酷、狠、深沉的個性裏卻蘊含著無限的爆發力，平時沉默寡言一天說不到三句話，可是一旦惹到他，絕對吃不完兜著走 |
| 芳 華    | 鄧九雲 | 29歲，經紀人。積極能幹，八面玲瓏，美麗大方，對人溫柔體貼，善解人意，因此公司內藝員有委屈都會像她抱怨，做事認真負責，忠心耿耿                                                                                                  |
| 喬安娜   | 林孟瑾 | Joanna 30歲，喜歡刑天。螢光幕上的形象，知性美麗，八面玲瓏，溫柔可人，EQ高，對記者影迷永遠友善隨和，因此有著「甜心寶貝」的封號。私下的喬安娜，聰明，積極，事事要求完美，有時會有著歇斯底里的神經質，常常讓周遭的人大感吃不消。 |
| Lawrence | 唐豐   | 25歲。銓經紀屈居Young之下的男藝人 |
| Young    | 許紹洋 | 27歲。 充滿明星魅力，精湛的演技，憂鬱無極的眼神，再再都征服了影迷，成為聲勢如日中天的一代天王巨星 |

### 其他角色
| 角色        | 演員   | 關係/暱稱/簡介 |
| 高金發      | 高捷   | 高老闆 45歲。台式老大，心狠手辣，殺人不眨眼，江湖中令人聞風破膽的「虎堂」黑道大哥。常掛在嘴上的名言為：「這不是錢的問題，是面子問題…」 |
| 力 哥       | 張朝閔 | 阿力 25歲。高老闆身旁小弟 |
| 美 惠       | 夏曈   | 喬安娜的助理 |
| 太宇        | 陳志強 | 太司的哥哥 |
| Charles Lin | 蔣偉文 | 手機廣告商 |
| 小 貞       |        | Young的影迷 |
| 吳婉怡      |        | 娛樂記者 |

## 收視率（台視）
| 播映日期   | 集數     | 收視率 |
| ---------- | -------- | ------ |
| 2006/11/12 | 01       | 1.87   |
| 2006/11/19 | 02       | 1.54   |
| 2006/11/26 | 03       | 1.71   |
| 2006/12/03 | 04       | 1.30   |
| 2006/12/10 | 05       | 1.25   |
| 2006/12/17 | 06       | 1.09   |
| 2006/12/24 | 07       | 0.87   |
| 2007/01/07 | 08       | 0.56   |
| 2007/01/14 | 09       | 0.92   |
| 2007/01/21 | 10       | 1.03   |
| 2007/01/28 | 11       | 1.13   |
| 2007/02/04 | 12       | 1.14   |
| 2007/02/11 | 13       | 0.86   |
| 2007/02/25 | 14       | 0.80   |
| 2007/03/04 | 15       | 1.26   |
| 收視平均   | 收視平均 | 1.16   |

## 其他
此劇在第一集開首是許紹洋飾的張家寶在香港被討債的劇情，故此出現數分鐘的純粵語對白，在台灣偶像劇中十分罕見。而此劇三個主要男演員，都可歸類為香港藝人 ，同時也是最佳娛樂經紀公司旗下藝人。主角杜德偉是香港歌手，而另一男主角許紹洋雖在台灣出道，但卻是在香港出生和生活多年，馬來西亞籍的配角金沛晟之前則是香港亞洲電視的基本演員，也是三立電視偶像劇少見的配搭。三個以粵語作為主要語言的演員，再加上以英語為母語的女主角的梁心頤，整套電視劇的演員在對白上平添一份趣味。

## 音樂
- 片頭曲：＜迷途＞演唱：杜德偉
- 片尾曲：＜未完待續＞演唱：杜德偉 及 Lara
- 插　曲：＜愛正要起飛＞、＜無人值守＞、＜跳舞 跳舞＞演唱：許紹洋
- 插　曲：＜想戀愛＞演唱：許紹洋 及 金沛晟

## 作品的變遷
| 台灣台視 星期日21:30                | 台灣台視 星期日21:30                 | 台灣台視 星期日21:30 |
| ----------------------------------- | ------------------------------------ | -------------------- |
|                                     | 愛情經紀約 （2006.11.12 - 2007.3.4） |                      |
| 微笑Pasta （2006.7.16 - 2006.11.5） | 放羊的星星 （2007.3.11 - 2007.7.22） |                      |

| 台灣三立都會台 星期六21:00           | 台灣三立都會台 星期六21:00            | 台灣三立都會台 星期六21:00 |
| ------------------------------------ | ------------------------------------- | -------------------------- |
|                                      | 愛情經紀約 （2006.11.18 - 2007.3.10） |                            |
| 微笑Pasta （2006.7.23 - 2006.11.12） | 放羊的星星 （2007.3.17 - 2007.7.28）  |                            |

| 新加坡 星和都會台 星期六 19:00-21:00 | 新加坡 星和都會台 星期六 19:00-21:00   | 新加坡 星和都會台 星期六 19:00-21:00 |
| ------------------------------------ | -------------------------------------- | ------------------------------------ |
|                                      | 愛情經紀約 （2007.06.02 - 2007.08.18） |                                      |
| 天空之城 （2007.03.24 - 2007.05.26） | 放羊的星星 (2007.08.25 - 2007.12.15）  |                                      |

## 外部連結
- 《愛情經紀約》台視官方網站 （页面存档备份，存于）